# Ánfora de Dípilon

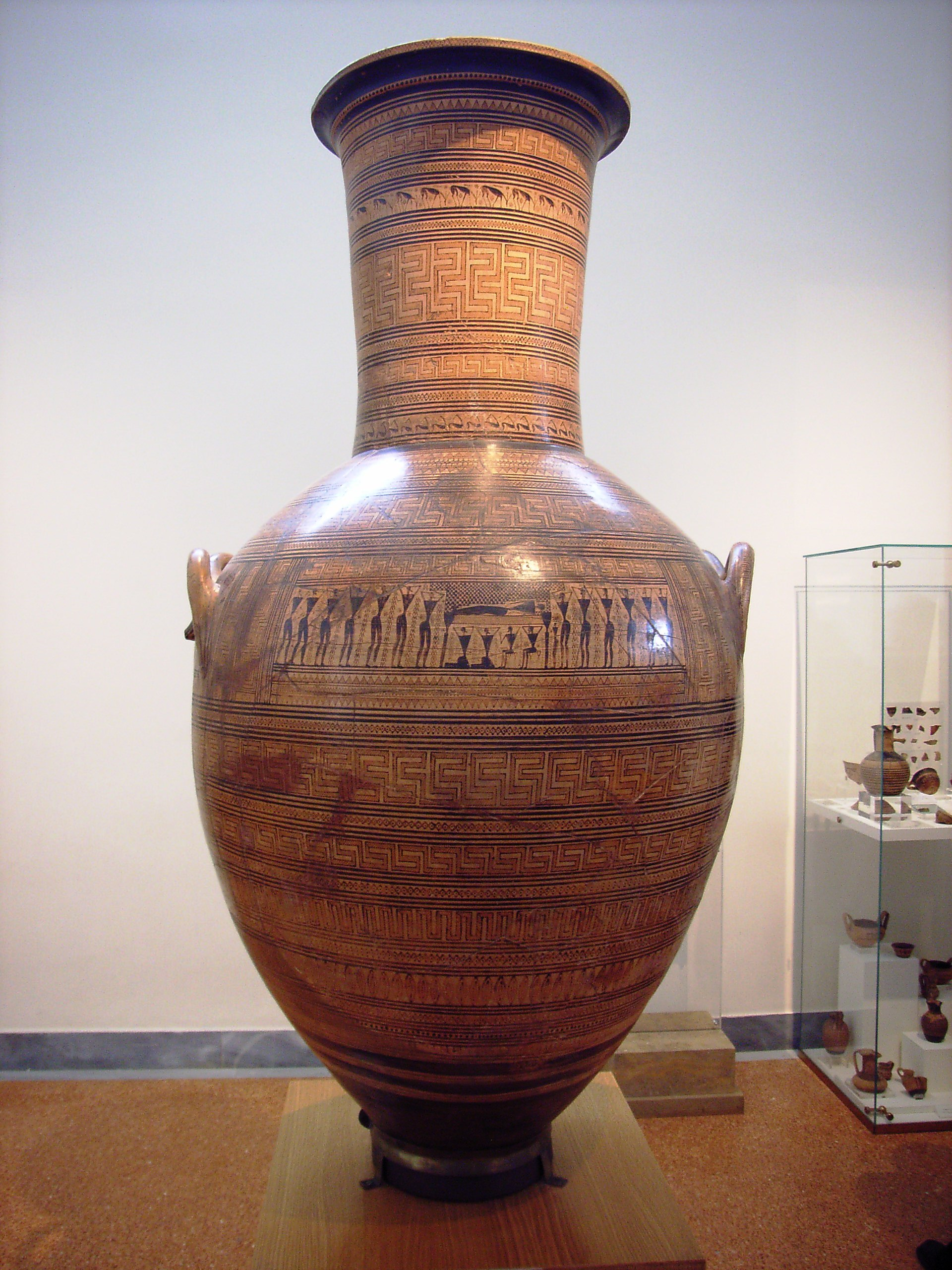
Vaso del Dípilon

El ánfora del Dípilon es un ánfora griega, prototipo del estilo tardogeométrico, encontrada en la necrópolis ateniense de Dípilon y datada hacia el 750 a. C.  Se considera la obra maestra del Maestro del Dípilon y se encuentra en el Museo Arqueológico Nacional de Atenas.

## Historia
El ánfora estaba destinada a ser usada como sêma (σῆμα, plural σήματα / sêmata) « signo, señal » para la sepultura de una noble mujer ateniense perteneciente a una familia importante que podía permitirse el lujo de encargar el primer vaso funerario dotado de parecidas dimensiones monumentales. El vaso, que podía recibir las libaciones vertidas por las personas de luto, tenía una función esencialmente conmemorativa: era a la vez el signo de la tumba de una mujer de la nobleza y un monumento a su memoria. El tipo de vaso está determinada por la tradición del siglo precedente que los atenienses utilizaron para incinerar a sus muertos: para las cenizas de las mujeres utilizaban las ánforas, y para las de los hombres las cráteras.

## Descripción y estilo

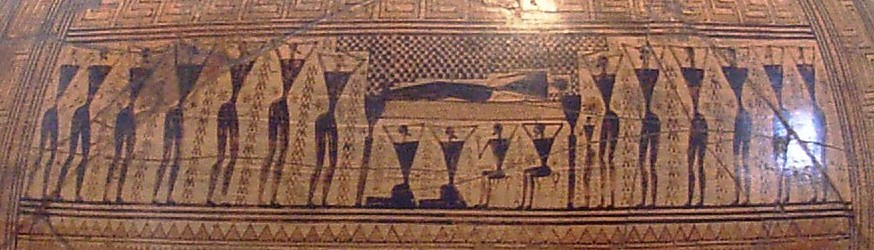
Parte frontal con la representación de la prothesis.

El ánfora (de 1,55 metros de altura), está completamente recubierta de dibujos ornamentales abstractos y motivos tradicionales repetidos. La fórmula más simple y más frecuente está constituida por una banda de dos o tres líneas horizontales finas que puede presentarse combinadas con otros módulos para formar fórmulas más complejas. La complejidad aumenta en las proximidades de las asas, el extremo más importante, y luego de nuevo disminuye. Hay tres bandas con un sol meandro, dos con dobles meandro y solo un meandro triple. Estos meandros alternan motivos de estilo griego, decoraciones en zigzag, dientes de lobo, losanges y ovas.
Las figuras son tratadas como fórmulas: cabras pastoreando y ciervos de rodillas en el cuello del vaso aparecen en los dos primeros frisos continuos con los animales y serán seguidos por miles de frisos similares; son módulos y funcionan como las bandas ornamentales, las cabras, por ejemplo, giran la cabeza hacia atrás y casi por encima de ellas mismas para imitar el movimiento del meandro sobre sí mismo.
La decoración que se encuentra en la parte central del ánfora se llama prothesis, o lamento fúnebre. El Maestro del Dípilon redujo al mínimo la diferencia entre la parte pictórica y la parte abstracta transformando la figura humana en motivo geométrico y la representación en un esquema. La forma en que creó las 39 figuras humanas que están en la zona de las asas (ocho en una banda en la parte posterior, 6 a continuación de cada asa, 19 en la prothesis, en la parte frontal) se puede destacar algunas variaciones: en la prothesis, el cadáver, está exactamente en el centro del vaso, y se aprecia debajo de sus vestidos que las dos mujeres están arrodilladas. Dos figuras situadas más a la izquierda llevan espadas y también son hombres; entre las figuras, un niño está representado como un adulto en miniatura. Pero las diferencias son mínimas, la mayoría de las figuras del Maestro del Dípilon son esencialmente de la misma forma, dividida en formas abstractas y, como la propia ánfora, sometida al orden de un canon proporcional. La cabeza es un pequeño círculo con una protuberancia a la altura de la barbilla, la altura de la cabeza y el cuello es la mitad de la altura del tronco, el tronco (que se muestra frontalmente) es un triángulo con bastoncitos en el lugar de los brazos. El cuerpo está casi cortado en la cintura y las rodillas: la distancia entre la cintura y las rodillas y entre las rodillas y los pies es prácticamente idéntica. La silueta del Dípilon con sus articulaciones es la suma de partes distintas y relacionadas matemáticamente.
En la representación de la escena se evitó la superposición de las figuras. La cobertura con cuadros que debe cubrir el cuerpo sin vida de la mujer noble se muestra como una tienda de campaña extendida por encima de su cuerpo con el borde inferior que sigue la línea con el objeto de no confundirse con ella.Todas las figuras están colocadas en el mismo plano; los dolientes que están al lado del féretro en realidad lo rodean en llanto ritual. Del mismo modo, las figuras bajo el féretro se encuentran de pie frente a ella. A través del aplanamiento del espacio casi nada resulta oculto o implícito.

## Técnica

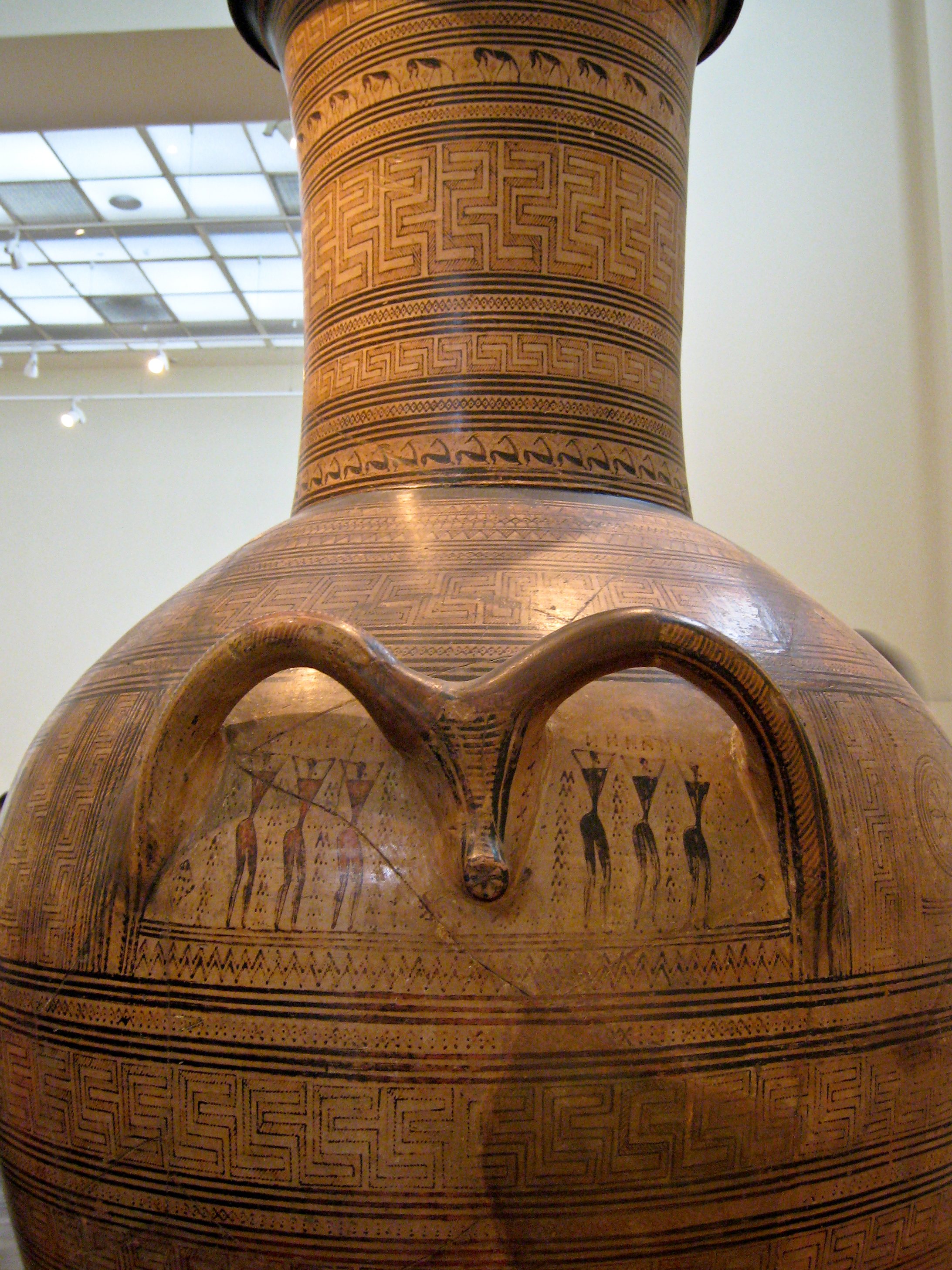
250px Asas dobles.

El vaso debido a su tamaño (1,55 metros de altura), se construyó en secciones unidas en un momento posterior; el ángulo agudo formado por el encuentro entre la forma ovoide del cuerpo y la forma cilíndrica del cuello, fue dejado fuera. El alfarero finalmente añadió dos asas dobles. La estructura parece responder a un esquema proporcional preciso: la altura es el doble de la anchura, el cuello es la mitad de la altura del cuerpo. La parte pictórica se realizó con una solución de arcilla y agua, que se convertiría en oscuro después de la cocción del vaso.